# Heraclea Síntica

Mapa con algunas de las principales colonias griegas en la antigua Tracia. Heraclea Síntica se sitúa en la zona occidental de este mapa.

Heraclea Síntica (en griego: Ἡράκλεια Σιντική, Herákleia Sintikḗ) también conocida como Heraclea Strymonike fue una antigua ciudad griega que se localiza en el suroeste de Bulgaria, en la provincia de Blagoevgrad, en el antiguo territorio tracio del río Estrimón, en el emplazamiento de la actual población de Rupite. Fue identificada mediante el descubrimiento de monedas locales.

## Historia
Heraclea Síntica fue fundada por el rey Filipo II de Macedonia entre los años 356 y 339 a. C. con colonos macedonios procedentes de Heraclea de Migdonia. Es posible que este asentamiento sustituyera a un anterior centro tribal tracio llamado Sintia, ya que el historiador romano Livio destacó que Heraclea se encontraba en los territorios de los sintios (sintoi). Sin embargo, es evidente que estos pueblos fueron expulsados en el momento de la fundación de la ciudad, ya que Apiano incluyó a los sintios con los dardanios y los enetios (enetoi) como tribus fuera de la provincia romana de Macedonia. Además, la ausencia de nombres tracios en las inscripciones de Heraclea sugiere que los sintios habían sido expulsados del valle de Estrimón y que no se mezclaron con los colonizadores.
El general Asclepiodoto de Heraclea era oriundo de aquí.  Demetrio, hijo de Filipo V de Macedonia, fue asesinado en Heraclea Síntica. Se conservan monedas acuñadas aquí en la antigüedad.
Fue el lugar donde se reunieron en el año 350 d. C., los embajadores del usurpador Magnencio con el emperador romano Constancio II, con una oferta de paz que fue rechazada.
En torno al año 425, un fuerte terremoto destruyó la mayor parte de las infraestructuras de la ciudad, incluida la basílica cívica, y provocó la crecida del río Strumica. Después del año 457, algunos grupos de personas volvieron a vivir en las ruinas, pero la vida en Heraclea se fue disipando gradualmente hasta que, por el año 500, ya no quedaban indicios de asentamientos permanentes.
Fue descubierta accidentalmente al pie de un volcán extinto en el territorio de Rupite. Lyudmil Vagalinski, del Museo Arqueológico Nacional en Sofía, notó extrañas estructuras sobre él: túneles y un arco.
Más adelante, especialistas rusos las examinaron con geosonar, y tras el estudio de un taller de producción de máscaras de cerámica, se produjo el hallazgo de un antiguo teatro, cuya existencia se desconocía. Poco después, los científicos encontraron una prueba epigráfica que identificó la ciudad: una inscripción en latín, datada en 308 d. C., relativa a un recurso de apelación imperial dirigido a los ciudadanos de Heraclea Síntica. Ello terminó con largos años de disputas entre Grecia y Bulgaria, sobre dónde estuvo en realidad la ciudad.